# Noank (Connecticut)
Noank és una concentració de població designada pel cens dels Estats Units a l'estat de Connecticut. Segons el cens del 2000 tenia 1.830 habitants.

## Demografia
Segons el cens del 2000, Noank tenia 1.830 habitants, 846 habitatges, i 501 famílies. La densitat de població era de 458,8 habitants/km².
Dels 846 habitatges en un 21,9% hi vivien nens de menys de 18 anys, en un 51,8% hi vivien parelles casades, en un 6,4% dones solteres, i en un 40,7% no eren unitats familiars. En el 35,5% dels habitatges hi vivien persones soles el 16,8% de les quals corresponia a persones de 65 anys o més que vivien soles. El nombre mitjà de persones vivint en cada habitatge era de 2,15 i el nombre mitjà de persones que vivien en cada família era de 2,78.
Per edats la població es repartia de la següent manera: un 20,3% tenia menys de 18 anys, un 3,4% entre 18 i 24, un 24,9% entre 25 i 44, un 29,5% de 45 a 60 i un 21,9% 65 anys o més.
L'edat mediana era de 46 anys. Per cada 100 dones de 18 o més anys hi havia 83,5 homes.
La renda mediana per habitatge era de 61.250 $ i la renda mediana per família de 77.596 $. Els homes tenien una renda mediana de 59.091 $ mentre que les dones 48.333 $. La renda per capita de la població era de 41.355 $. Cap de les famílies i el 2,5% de la població estaven per davall del llindar de pobresa.

## Poblacions més properes
El següent diagrama mostra les poblacions més properes.